# Glyptopimpla aditiae
Glyptopimpla aditiae är en stekelart som beskrevs av Gupta 2002. Glyptopimpla aditiae ingår i släktet Glyptopimpla och familjen brokparasitsteklar. Inga underarter finns listade i Catalogue of Life.